# Kövi ökörszembujkáló
A kövi ökörszembujkáló (Napothera crispifrons) a madarak osztályának verébalakúak (Passeriformes) rendjébe és a Pellorneidae családjába tartozó faj.

## Rendszerezése
A fajt Edward Blyth angol zoológus írta le 1855-ben, a Turdinus nembe Turdinus crispifrons néven. Besorolása vitatott egyes szervezetek jelenleg is ide sorolják, más szervezetek a Gypsophila nembe sorolják Gypsophila crispifrons néven.

## Alfajai
- Napothera crispifrons annamensis (Delacour & Jabouille, 1928)
- Napothera crispifrons calcicola Deignan, 1939
- Napothera crispifrons crispifrons (Blyth, 1855)[1]

## Előfordulása
Délkelet-Ázsiában, Kína, Laosz, Mianmar, Thaiföld és Vietnám területén honos.

## Megjelenése
Testhossza 16 centiméter.

## Életmódja
Rovarokkal és magvakkal táplálkozik.